# François-Xavier Donzelot

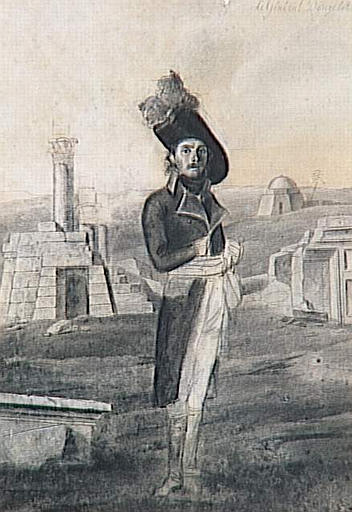
François-Xavier Donzelot

François-Xavier Donzelot (* 7. Januar 1764 in Mamirolle, Département Doubs; † 11. Juni 1843 in Neuilly-sur-Marne, Département Seine-Saint-Denis) war ein französischer Politiker und Général de division.

## Leben und Wirken
Donzelot war der Sohn des Offiziers François Donzelot und dessen Ehefrau Jeanne-Baptiste Maire.
Mit 21 Jahren ging Donzelot 1785 zur Armee und trat in ein Infanterieregiment ein. Er wurde schon bald befördert und wurde 1792 Sous-lieutenant und 1793 Lieutenant. Als solcher wurde er zur Rheinarmee versetzt und diente unter General Jean-Charles Pichegru bei der Artillerie.
1797 wurde Donzelot verwundet und kehrte nach Frankreich zurück. Dort lernte er Napoleon persönlich kennen und meldete sich freiwillig, als dieser seine Invasion nach Ägypten plante. Donzelot kämpfte bei den Pyramiden (21. Juli 1798), bei Sédiman (7. Oktober 1798) und bei Heliopolis (20. März 1800). Er wurde mehrfach ausgezeichnet und im März 1801 zum Général de brigade befördert. Als solcher führte Donzelot nach der Übergabe von Alexandria (31. August 1801) die Delegation, welche den Abzug der französischen Truppen mit den Briten aushandelte.
Anschließend kehrte Donzelot nach Frankreich zurück und nach einigen eher administrativen Aufgaben kam er in den Stab von General Louis-Alexandre Berthier. Als nach dem Frieden von Tilsit (7. Juli 1807) die ionischen Inseln von Russischen Kaiserreich an Frankreich abgetreten wurden, landete noch im selben Jahr eine französische Expeditionsarmee auf Korfu. Nach vollzogenem Wechsel löste Donzelot Berthier ab und rief im Auftrag Napoleons als Gouverneur das Département Corcyre aus. Er hatte bis 1814 dieses Amt inne und kehrte anschließend wieder nach Frankreich zurück (→Republik der Ionischen Inseln).
Donzelot kämpfte in der Schlacht bei Waterloo (18. Juni 1815) und wurde anschließend ohne neues Amt auf eigenen Wunsch auf Halbsold gesetzt. Er unterstützte auch Napoleon während dessen Herrschaft der Hundert Tage nicht.
König Ludwig XVIII. berief Donzelot 1818 zum Gouverneur von Martinique (Kleine Antillen). 1826 gab Donzelot dieses Amt auf und kehrte wieder nach Frankreich zurück. Er ließ sich in seiner Heimatstadt nieder und wechselte später auf sein Schloss Château de Ville-Evrard nahe bei Neuilly-sur-Marne.
François-Xavier Donzelot starb am 11. Juni 1843 auf seinem Schloss und fand seine letzte Ruhestätte auf dem Friedhof von Neuilly-sur-Marne.

## Ehrungen
- 1808 baron de l’Émpire
- 1819 comte
- Sein Name findet sich auf dem östlichen Pfeiler (17. Spalte) des Triumphbogens am Place Charles-de-Gaulle (Paris)